# 3-я отдельная авиационная дивизия связи ГВФ
3-я отдельная авиационная Краснознамённая дивизия связи ГВФ — соединение ВВС Вооружённых Сил РККА, принимавшее участие в боевых действиях Великой Отечественной войны.

## Боевой путь
10 декабря 1942 года на основании Директивы Генерального Штаба № 341275 на аэродроме аэродроме Мячково Особая авиационная группа связи ГВФ преобразована в 3-ю отдельную авиационную дивизию связи ГВФ.
Выполняя специальные задания Генерального штаба, Главного Управления связи Красной Армии лётчики дивизии вылетали на связь и доставку офицеров связи и генералов в Тбилиси, Краснодар, Армавир, Вайнори-Баден, Баку, Кропоткин, Коренево, Махачкалу, Майкоп, Новочеркасск, Темрюк, Минеральные воды, Россошь, Ростов-на-Дону, Сальск, Ставрополь, Старый Оскол, в районы осажденного Сталинграда и блокадного Ленинграда, на Брянский, Центральный, 1-й Украинский, 2-й Украинский, 3-й Украинский, 4-й Украинский, 2-го Белорусский, 3-й Белорусский и 1-й Прибалтийский фронты.
Также, лётчики дивизии выполняли задания Военно-Санитарного управления Красной Армии по доставке консервированной крови, медикаментов и по эвакуации раненых бойцов и командиров.
Указом Президиума Верховного Совета СССР от 9 апреля 1944 года 3-я отдельная авиационная дивизия связи ГВФ награждена орденом Красного Знамени.
Всего за время Великой Отечественной войны лётчики дивизии выполнили более 120 тыс. вылетов, перевезли 3168 т грузов и 53477 бойцов и командиров Красной Армии.

## Состав дивизии
| Часть                                   | Командир части                                                                 | Вооружение           |
| --------------------------------------- | ------------------------------------------------------------------------------ | -------------------- |
| 10-й авиационный полк связи ГВФ         | • подполковник Ключенко Михаил Петрович • майор Троепольский Сергей Алексеевич | СБ, А-20, Б-25       |
| 11-й авиационный полк связи ГВФ         | • подполковник Москаленко, Пётр Павлович • майор Онищенко Борис Григорьевич    | C-47, Ли-2, У-2, Р-5 |
| Отдельный транспортный отряд            | • майор Заев Трофим Афанасьевич                                                | ТБ-3, Ли-2, ТБ-1     |
| 883-й батальон аэродромного обеспечения | • майор Балашов Михаил Степанович                                              |                      |

## Командир дивизии
гвардии полковник Шарыкин, Серафим Николаевич

## Управление дивизии
Заместитель командира дивизии по политчасти — начальник политотдела:
- подполковник Белов Александр Александрович (с июля 1943 г.)

Заместитель командира дивизии:
- майор, гвардии подполковник Калина, Александр Данилович

Штурман дивизии:
- майор Воробьев Антон Петрович

Начальник химической службы дивизии:
- старший лейтенант Шишкин Борис Николаевич

Старший врач:
- майор медицинской службы Каем Исаак Юрьевич

## Штаб дивизии
Начальник штаба дивизии:
- подполковник Юрков Григорий Демьянович
- майор Шамовский Николай Михайлович

Начальник связи дивизии — помощник начальника штаба:
- гвардии инженер-капитан, гвардии инженер-майор Гигуль Владимир Иванович

## Инженерная служба дивизии
Старший инженер дивизии:
- инженер-майор Жуков Иван Акимович

Инженер по полевому ремонту:
- гвардии инженер-майор Кулик Михаил Маркелович[1]

## Наиболее отличившиеся лётчики дивизии
| Награда | Фамилия, имя, отчество            | Должность                                             | Воинское звание | Совершённый подвиг |
| ------- | --------------------------------- | ----------------------------------------------------- | --------------- | --- |
|         | Боровской Алексей Трофимович      | Командир корабля 1-й эскадрильи 11-го авиаполка связи | капитан         | В должности личного пилота маршала войск связи И. Т. Пересыпкина выполнил 610 вылетов на фронт |
|         | Воробьёв Антон Петрович           | Старший штурман дивизии                               | майор           | В 1936—1937 гг. должности штурмана экипажа 1-й интернациональной бомбардировочной эскадрильи участвовал в военных действиях в Испании. В 1941—1943 гг. в должности штурмана самолета C-47 члена Военного Совета Юго-Западного и Южного фронтов Н. С. Хрущёва выполнил более 130 маршрутных полётов. |
|         | Кассин-Разумов Николай Николаевич | Командир звена управления                             | майор           | Герой гражданской войны. Умер от ран 23.02.1944 г. |
|         | Клоченко Николай Михайлович       | Командир корабля Г-2 Транспортного отряда             | капитан         | |
|         | Козлова Клавдия Алексеевна        | Командир корабля 1-й эскадрильи 11-го авиаполка связи | лейтенант       | |
|         | Троепольский Сергей Алексеевич    | Командир 10-го авиаполка связи                        | майор           | Участник Гражданской войны. Во время Великой Отечественной войны выполнил 470 вылетов на фронт. |